# Mätosäkerhet
Mätosäkerhet är ett värde som kännetecknar spridningen av mätvärden som en metod kan ha. Detta innefattar dels mätapparaturens osäkerhet, till exempel kan en tumstock vara lite olika lång beroende på temperatur eller glapp i lederna, dels finns en mätosäkerhet som kan tillskrivas undersökarens osäkerhet. Denne kanske håller tumstocken lite olika varje gång.
Mätosäkerheten redovisas i anslutning till mätningen som ett spridningsintervall kring mätvärdet. Exempelvis: Plankans längd är 128,2 ± 0,5 cm. Alternativt kan resultatet redovisas som 128,2 cm ± 0,4 %.
Spridningsintervallet är en kvalitetsupplysning till den som behöver veta måttet på plankan, som kanske ska ingå i en byggnadskonstruktion. Spridningsintervallets bredd kan bestämmas med olika metoder: 
- En enkel metod är att säga "Jag och min tumstock gör aldrig några fel större än 0,5 cm."
- I andra mer kvalificerade sammanhang behöver man kanske vara mera precis: "Den här kapmaskinen har en precision på ± 8 mm i 95 % av alla kapningar."

Det viktiga är här att den som behöver plankans mått som beslutsunderlag ska få en trovärdig upplysning om mätvärdets kvalitet. Framtagning av osäkerhetsintervallet bör göras som mätsystemsanalys av någon som är förtrogen med mätmetoden. 
I modern kvalitetsstyrning är det vanligt att redovisa spridningsintervall som har en ± intervallbredd som är säkerställd för 95 % av alla fall. 